# 圣莱奥纳尔德布瓦
圣莱奥纳尔德布瓦（法語：Saint-Léonard-des-Bois，法語發音：[sɛ̃ leɔnaʁ de bwa]）是法国萨尔特省的一个市镇，属于马梅尔斯区。

## 地理
圣莱奥纳尔德布瓦（48°21'8"N, 0°4'41"W）面积27.12 平方千米，位于法国卢瓦尔河地区大区萨尔特省，该省份为法国西北部内陆省份，北起顺时针与奥恩省、厄尔-卢瓦省、卢瓦-谢尔省、安德尔-卢瓦尔省、曼恩-卢瓦尔省和马耶讷省接壤，是法国大西部的入口，连接卢瓦尔河谷、布列塔尼和巴黎盆地。
与圣莱奥纳尔德布瓦接壤的市镇（或旧市镇、城区）包括：圣皮埃尔德尼、苏热勒加讷隆、热夫尔、圣塞纳里勒热雷、阿塞勒布瓦讷。

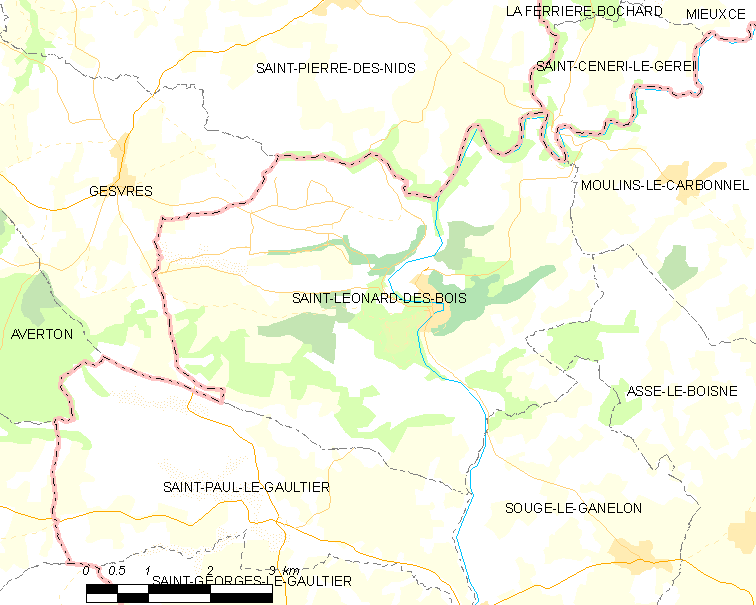
圣莱奥纳尔德布瓦的OSM定位图

圣莱奥纳尔德布瓦的时区为UTC+01:00、UTC+02:00（夏令时）。

## 行政
圣莱奥纳尔德布瓦的邮政编码为72130，INSEE市镇编码为72294。

## 政治
圣莱奥纳尔德布瓦所属的省级选区为锡耶勒纪尧姆县。

## 人口

1962-2008年间圣莱奥纳尔德布瓦人口变化图示

圣莱奥纳尔德布瓦于2022年1月1日时的人口数量为474人。